# Doppelturmhügel Oberweißenbrunn

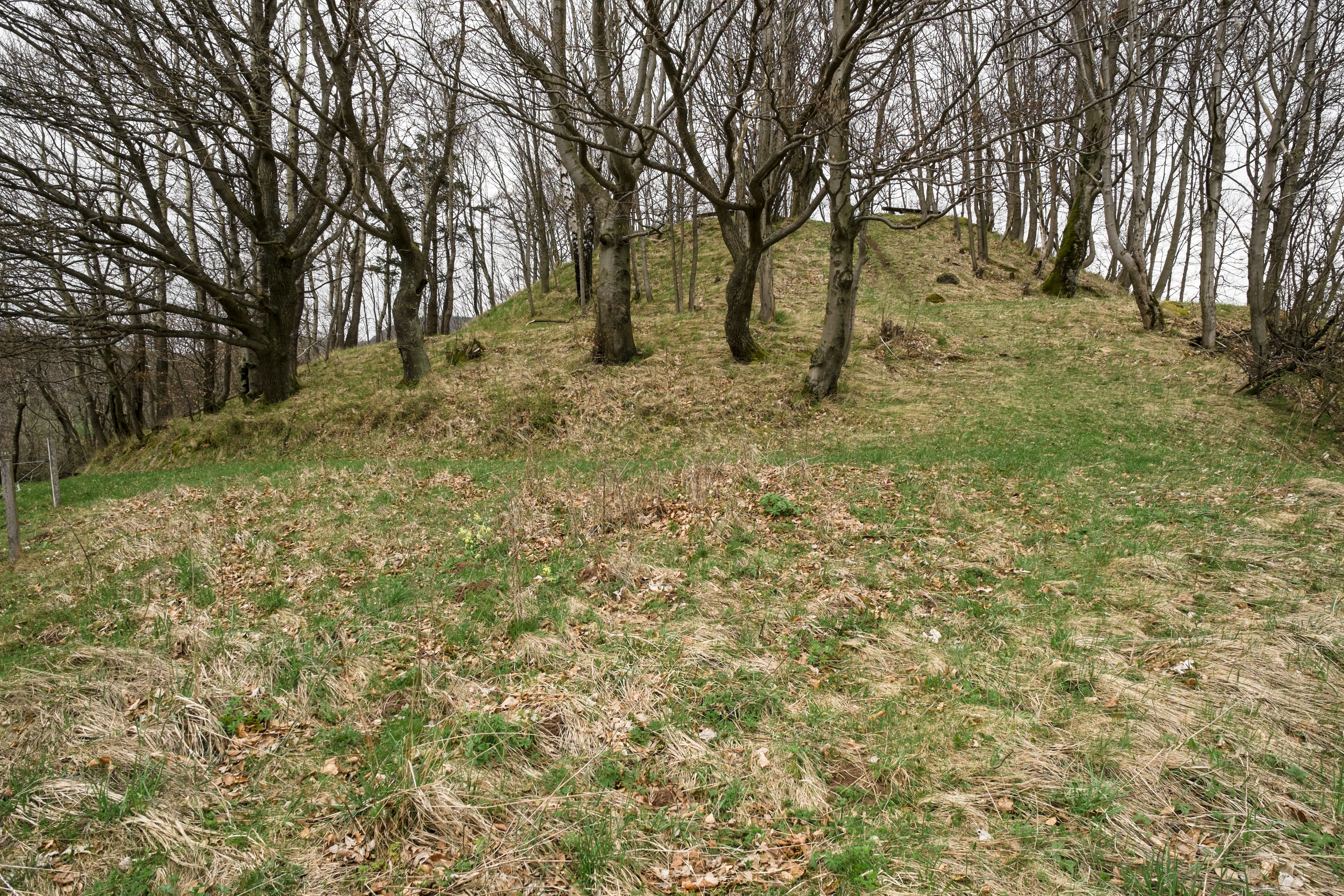
Bild 3: Ansicht des nördlichen Hügels (April 2013)

Der Doppelturmhügel Oberweißenbrunn ist eine abgegangene mittelalterliche Turmhügelburg (Motte), die sich einst auf den zwei Bergkuppen des Hagküppels erhob. Der Burgstall liegt im Landkreis Rhön-Grabfeld bei dem Ortsteil Oberweißenbrunn der unterfränkischen Gemeinde Bischofsheim in der Rhön in Bayern, Deutschland. Über die Burg ist nur wenig bekannt, erhalten haben sich von dem Doppelburgstall nur mehrere Wälle und Gräben, die Anlage wurde durch rezenten Wegebau stark gestört.

## Geographische Lage
Die Stelle der ehemaligen Höhenburg liegt etwa 500 Meter südwestlich der katholischen Kuratiekirche Sankt Vitus und Sankt Antonius Eremita in Oberweißenbrunn, in den Gemeindewalddistrikten VII und VIII Haag, auf der nördlichen in 688,5 m ü. NN und der südlichen in 693,1 m ü. NN Höhe der beiden Kuppen des Hagküppels.
Der sich etwa von Nord nach Süd ziehende Berg fällt in alle Richtungen nur mäßig steil rund 90 Höhenmeter in die umliegenden Täler unter anderen der Brend und des Ziegelhüttengrabens ab.
In der Nähe befinden sich noch weitere ehemalige mittelalterliche Burgen: Etwa 2500 Meter südöstlich liegt die Burgruine Osterburg. Etwas weiter in dieser Richtung befindet sich der Burgstall Altenbrenda bei der Ortschaft Unterweißenbrunn. 4300 Meter westlich liegt die Ruine der Burg Rabenstein, 11,4 Kilometer südwestlich die Ruine der Burg Werberg, beide im Truppenübungsplatz Wildflecken.

## Beschreibung
Die beiden natürlich entstandenen Kuppen des Hagküppel sind durch einen etwa 50 Meter breiten Sattel voneinander getrennt, von diesem aus steigen die Burghügel noch etwa 20 Meter weiter an. Von dort führten auch die früheren Zugänge zu den Anlagen. Der in seiner Form etwa runde, nördliche Hügel wird rund fünf Meter unterhalb des Gipfelplateaus von einer drei Meter breiten Terrasse umschlossen (Bild 3). Hierbei handelt es sich wohl um einen früheren Ringgraben, der sich um den Burghügel zog und später verfüllt wurde. Die nutzbare Fläche auf dem Plateau betrug 18 Meter im Durchmesser und wird durch einen zwei Meter breiten und heute noch 0,30 Meter hohen Wall umzogen (Bild 2).
Der südliche Hügel, mit einem birnenförmigen Grundriss, besitzt den gleichartigen Aufbau und dieselben Ausmaße wie sein nördliches Pendant. Bei diesem Hügel sind allerdings im Süden und im Westen noch die Reste eines Walles erhalten, der früher dem Ringgraben vorgelegt wurde, und heute die Terrasse begrenzt. Auch die bewohnbare Fläche auf diesem Plateau ist hier von ovaler Form und zieht sich etwa von Nordwest nach Südost entlang.
Das vom Bayerischen Landesamt für Denkmalpflege als „Mittelalterlicher Doppelturmhügel“ erfasste Bodendenkmal trägt die Denkmalnummer D-6-5525-0004.